# Портсмут (військово-морська база)

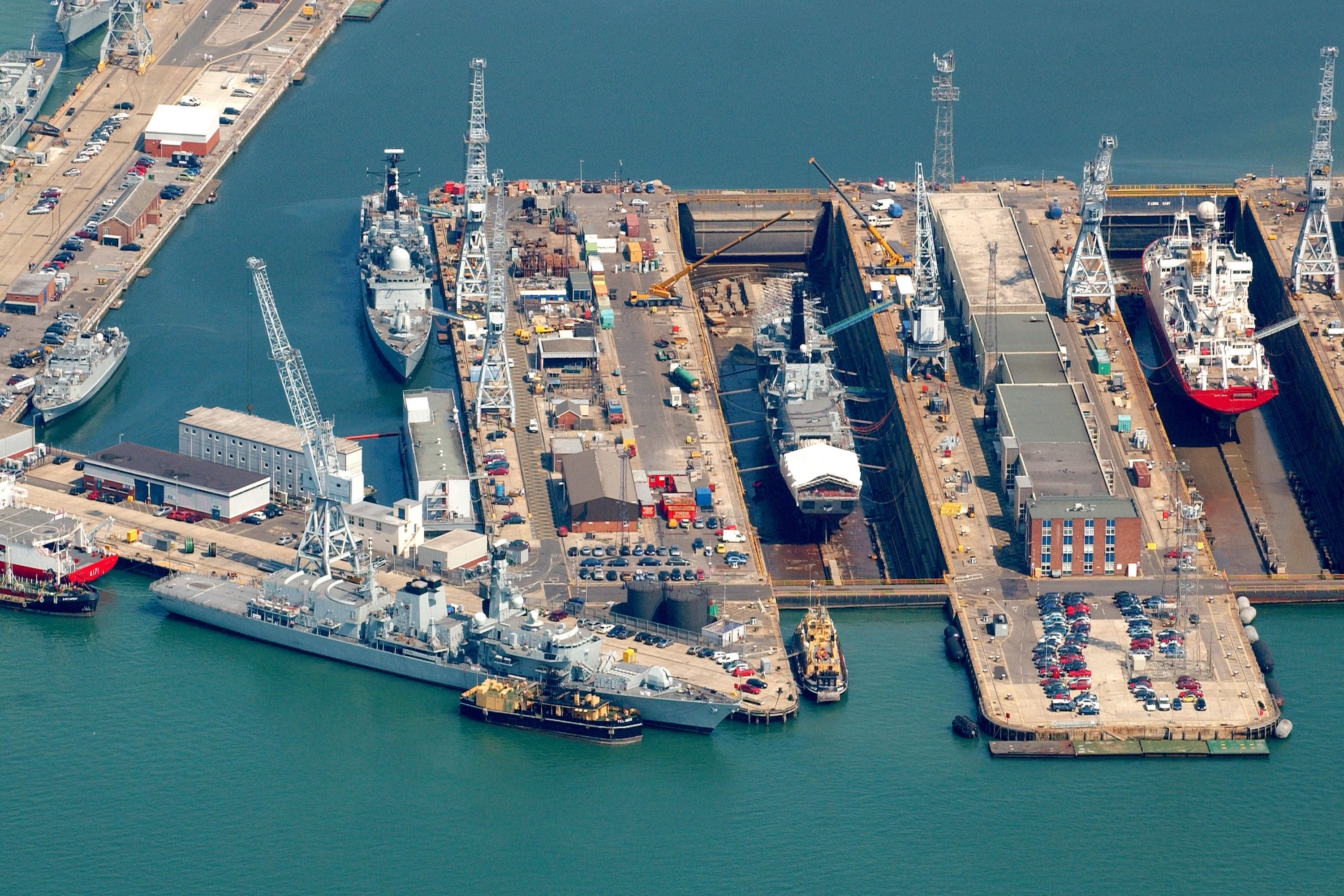
Північно-західна частина Басейну № 3: «Кишеня» (ліворуч), Блок «D» (у центрі) і Блок «C» (праворуч)

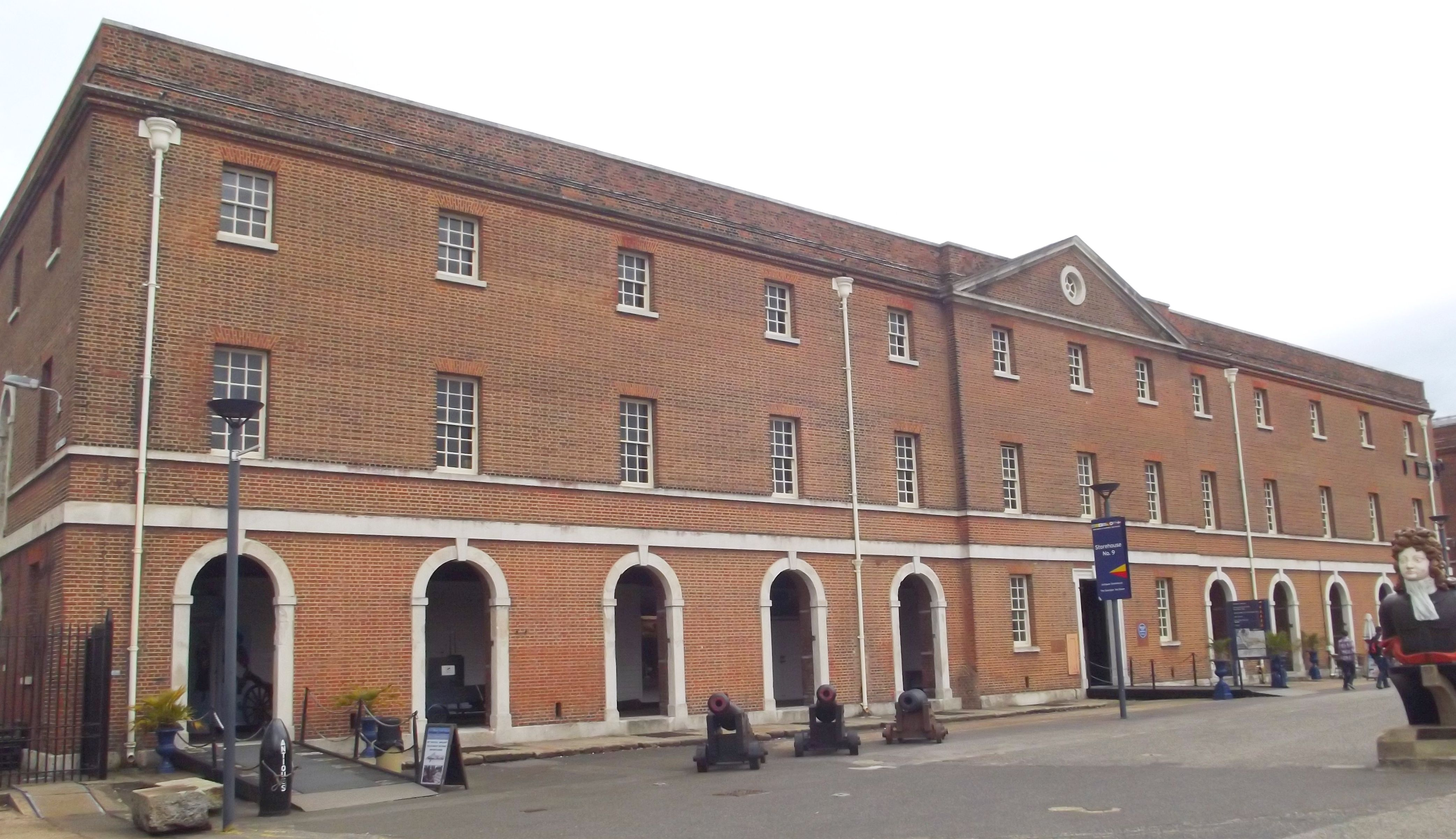
«Вежа Семафор» на території бази, 2013

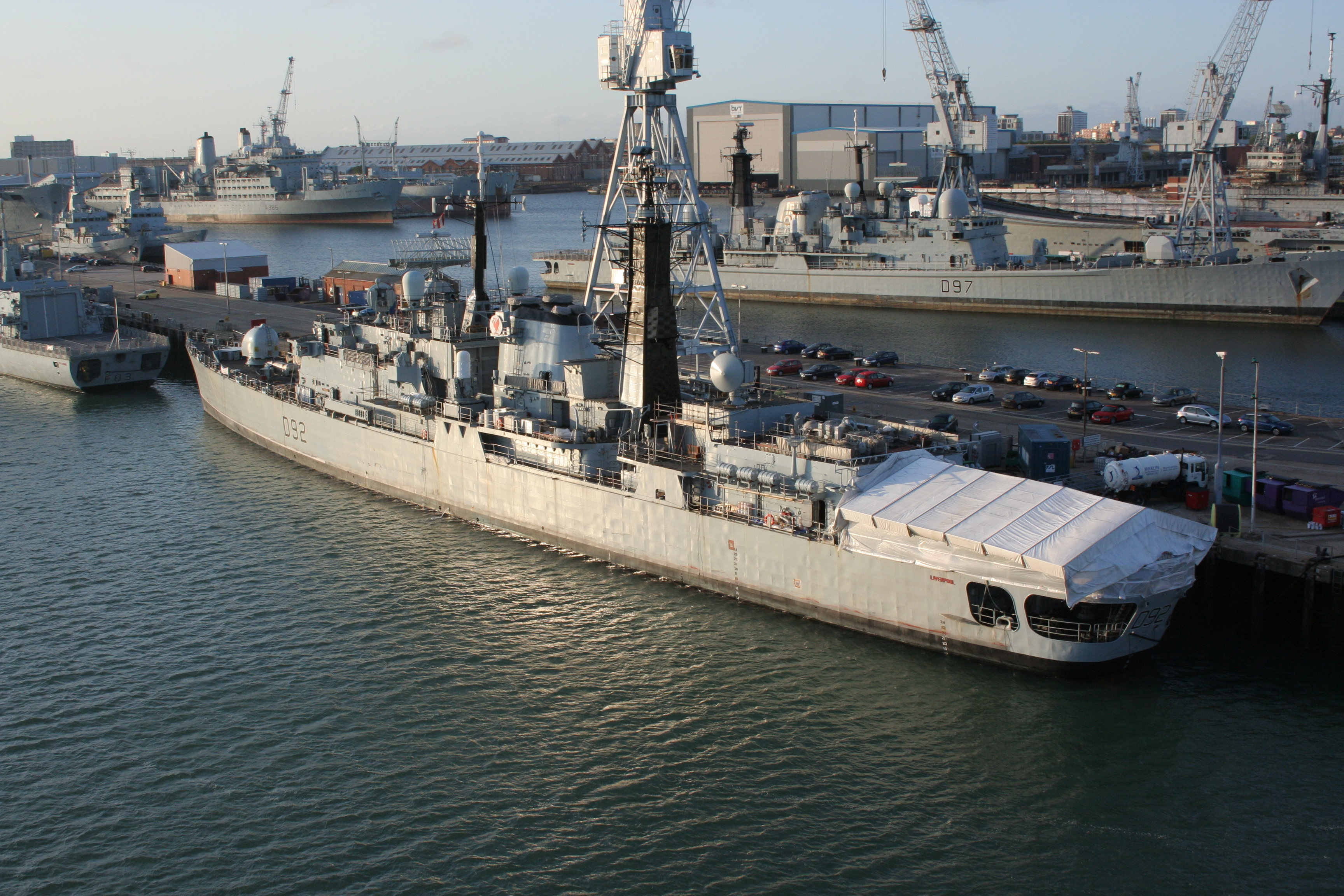
Ескадрений міноносець типу «42» «Ліверпуль» на військово-морській базі Портсмута

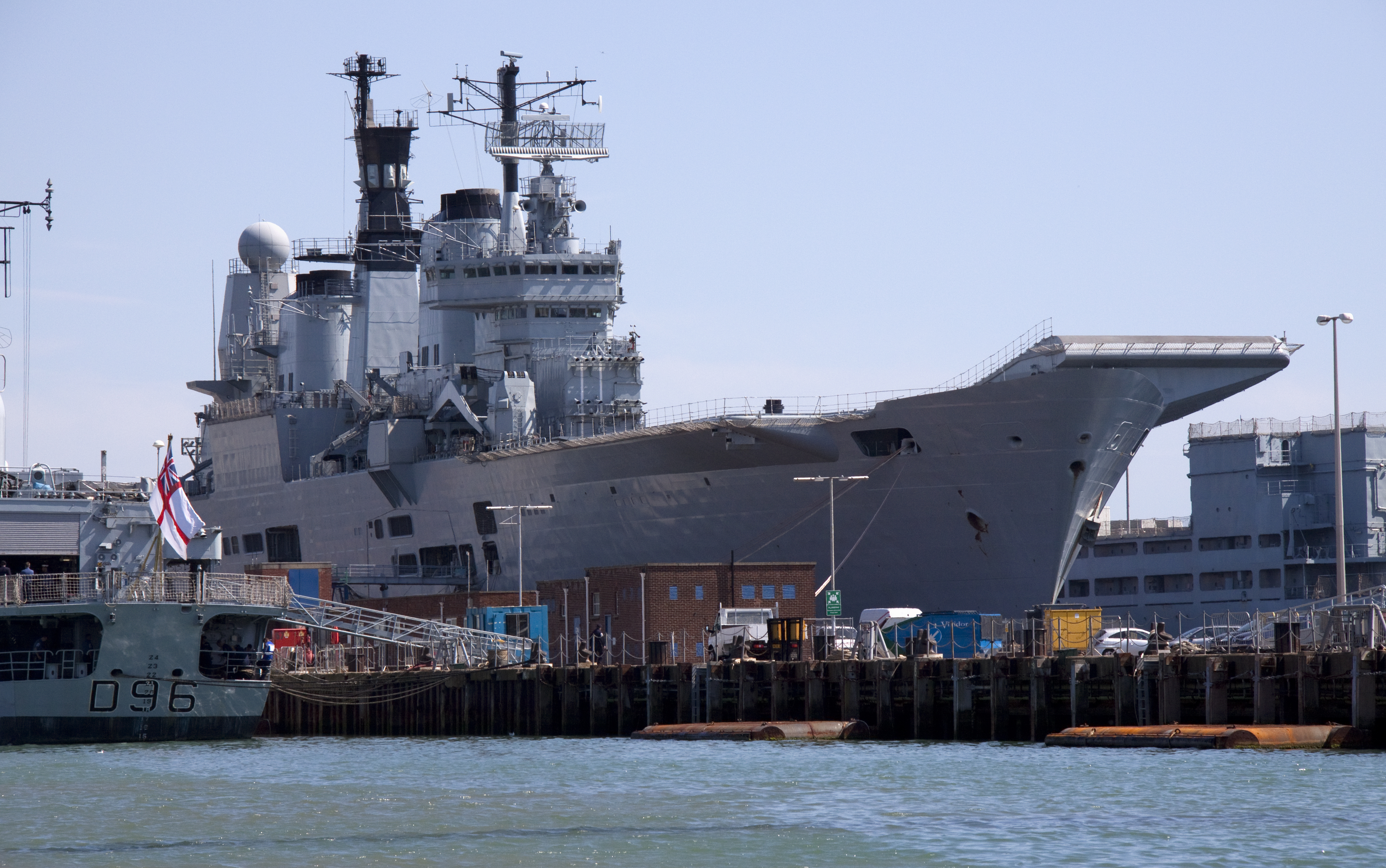
Авіаносець «Арк Роял» у Портсмуті, травень, 2011 р.

Портсмут (англ. HMNB Portsmouth) — військово-морська база Королівського флоту, розташована в східній частині протоки Солент, на території міста і порту Портсмут в графстві Гемпшир. Разом із розташованими тут же суднобудівними і судноремонтними потужностями, виробничою інфраструктурою компанії BAE Systems та порту, навчальними закладами і центрами Королівського флоту, бухтою Портсмут-Гарбор і прилеглою якірною стоянкою Спітхед, є головною базою флоту та традиційним місцем проведення королівських і міжнародних морських парадів.
ВМБ Портсмут розташована на північному березі протоки Солент, що відокремлює острів Уайт від узбережжя Гемпширу. Площа акваторії 215 км². Акваторія складається з рейду «Спітхед» і захищеної бухти «Портсмут-Гарбор», яка заглиблюється в сушу на 7,4 км. З рейду в бухту веде фарватер глибиною до 10 м.
Довжина причальної лінії 6 600 м, глибини біля причалів до 12 м. Приплив півдобовий, неправильний, висота 3,2 ÷ 4 м. У високу воду бухта доступна для кораблів усіх класів, в малу воду — для кораблів осадкою до 9 м. Бухта використовується головним чином для стоянки кораблів, які готуються до постановлення в доки підприємства BAE Systems, або для відстою виведених зі складу флоту суден, які очікують продажу чи утилізації. Кораблі діючого складу користуються причалами ВМБ і рейдом.
Основні споруди бази розташовані на східному березі бухти, на острові Портсі (англ. Portsea) та на східному березі бухти Портсмут-Гарбор. На території бази розміщені штаби головнокомандувача сил флоту (Другий морський лорд) і командувача Портсмутського військово-морського району, вузол зв'язку, кілька навчальних центрів, склади, військово-морський арсенал, суднобудівні підприємства (під управлінням BAE Systems Maritime) та деякі цивільні субпідрядники. Командир військово-морської бази (Портсмут) з осені 2012 року — комодор Джеремі Рігбі (англ. Jeremy Rigby).
На західному березі бухти, у міському окрузі Госпорт, що входить до міської конурбації Саут-Гемпшир, розташовується база і навчальний центр підводного плавання, 3 закритих доки-басейни (№ 1 — № 3), 7 стапелів, 1 плавучий док (не використовуваний), 5 сухих доків, стапелі довжиною до 60 м і стапель-палуби вантажопідйомністю до 400 т.
Окрім них, на базі розташовані:
- Центр фізичної підготовки персоналу (під назвою «HMS Temeraire»).
- Навчальний центр бойового застосування флоту («HMS Collingwood»).
- Об'єднаний центр інженерно-технічної підготовки флоту, армії і ВПС («HMS Sultan»).

Крім того, на території бази розташований музей Портсмутської верфі (англ. Portsmouth Historic Dockyard), включаючи кораблі-музеї HMS Victory, HMS Warrior, HMS M33 і Mary Rose.
ВМБ Портсмут здатна приймати кораблі всіх класів, але спеціалізується на базуванні великих надводних кораблів. Обслуговування кораблів з ядерними енергетичними установками централізовано на базі Девонпорт, а підводних човнів — на базі Клайд.

## Історія

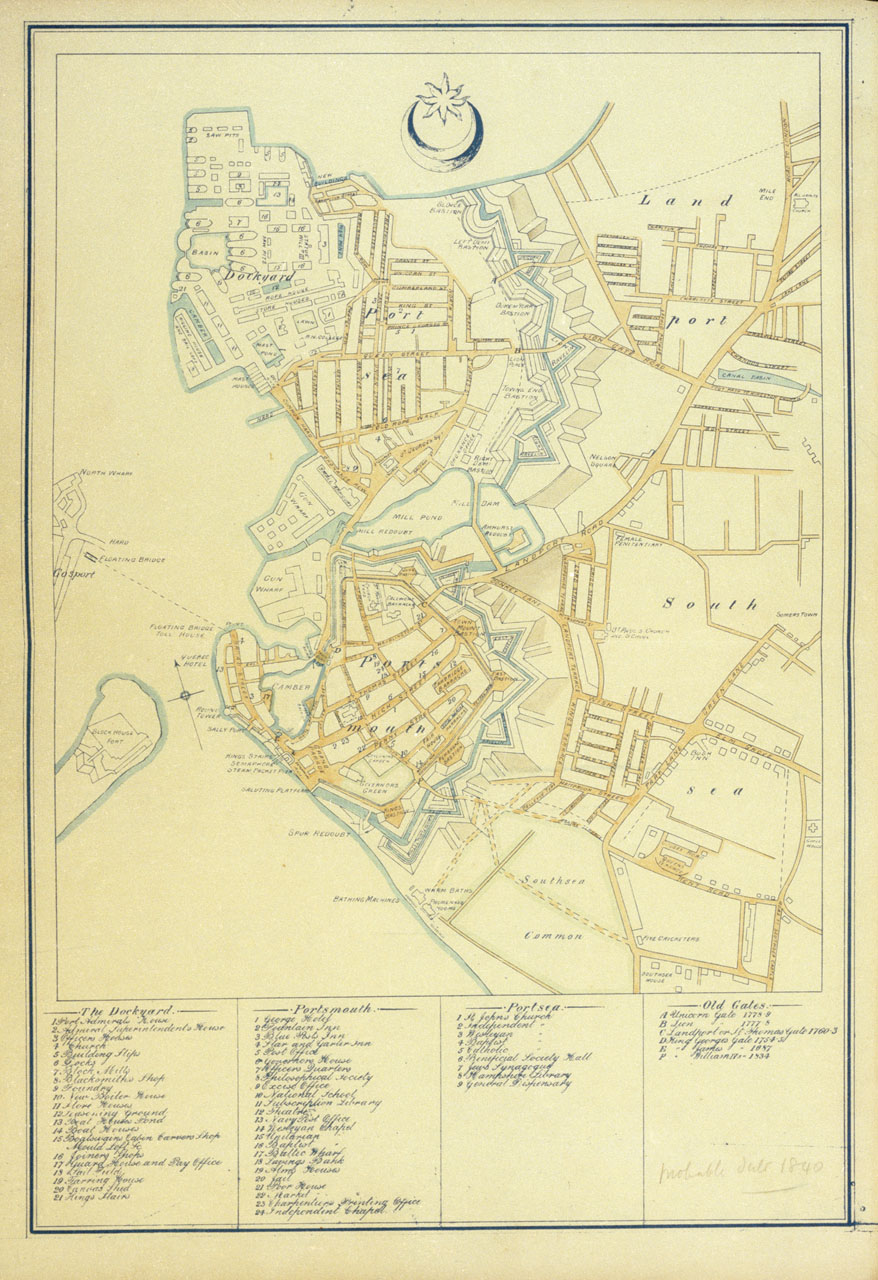
Портсмут, 1840 р.

Маючи велику і зручну якірну стоянку, Портсмут ще з XII століття був місцем збору, формування та відправки морських походів. Ще у 1194 році Річард I наказав викопати тут док, а в 1212 році король Іоанн велів спорудити стіну для прикриття земляних робіт.

### Епоха Тюдорів
Однак остаточно верф сформувалася лише в 1495—1496 роках при Генріху VII. Він придбав додаткові землі вздовж берега бухти, на яких і спорудив перший в Англії сухий док з укріпленими (а не земляними) стінами і нові суднобудівні стапелі. Тут в 1509 році була закладена Mary Rose і звідси, в 1545 році, вона вийшла у свій останній бій, в якому під час виконання крутого розвороту під дією пориву вітру дала критичний крен, «зачерпнула води» через гарматні порти та перекинулася і затонула.
Після 1560 і на початку XVII століття Портсмут і верф використовувалися мало: в той час притулком головних ворогів Англії були Іспанські Нідерланди і Голландія. Верфі на Темзі і на річці Медвей мали більш стратегічне значення. Однак, у міру того, як набирала силу Франція, Спітхед і Портсмутська верф набували більшого значення. З'явилася потреба у базі, спираючись на яку, кораблі могли захищати південне узбережжя Англії і західні підходи, особливо коли східні вітри «замикали» кораблі в гирлі Темзи і Медвей. Також, необхідно було мати припаси і морське спорядження західніше — там, куди приходили кораблі після важких походів в Атлантику. Корабельний дуб був теж під рукою — в Нью-Форест, а дорога від Лондона була досить прямою і короткою.

### Доба вітрила

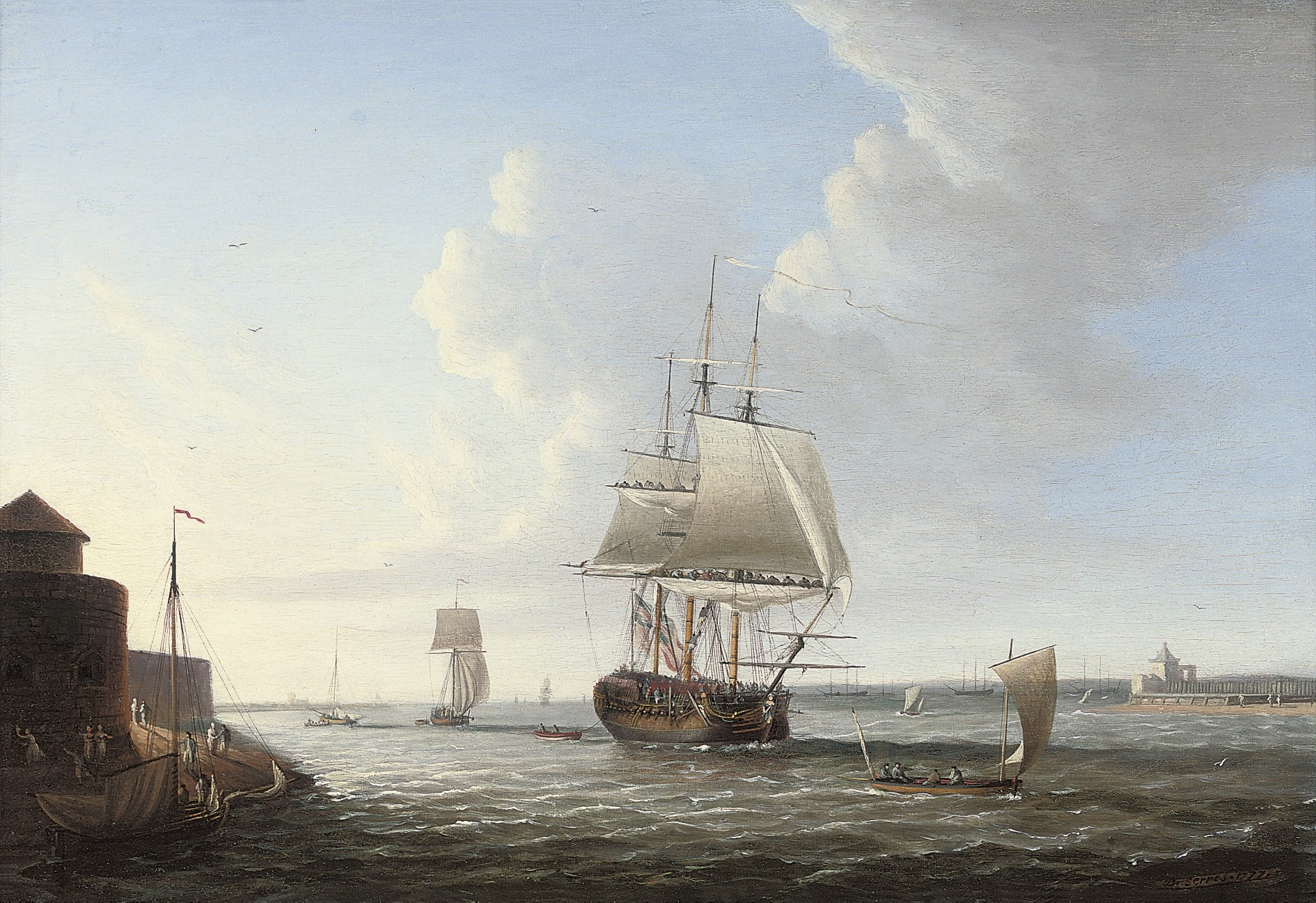
Британський корабель зменшує вітрила при вході в Портсмут ; друга половина XVIII

Після 1650 р., в кромвелівський період, будувалися нові доки і будівлі, а починаючи з Реставрації 1660 р., з'явилися будинок комісара Адміралтейства (начальника верфі) і канатний двір. Після 1686 р. будувалися додаткові будівлі, і до 1739 р. Портсмут посів перше місце серед шести королівських верфей в метрополії.
У цей час головним ворогом дерев'яної верфі були пожежі, а не військові напади. У 1760 році повністю згоріли два великі прядив'яні склади, де крім прядива зберігалися смола, лляна олія та інші припаси, пов'язані з канатним виробництвом. Ще більш спустошлива пожежа сталася в канатному дворі в 1770 році; збиток від неї склав 149 000 фунтів стерлінгів. Третя пожежа в 1776 році була, нібито, влаштована злодієм на прізвисько Джон-Фарбувальник, який співчував справі американських колоністів. Після цього було вирішено змінити розташування сховищ, і нові склади прядива звели в стороні від канатного двору.
Найбільшою проблемою для кораблів, які заходили в Портсмут і виходили з нього, був бар (підводна мілина, утворена наносами) при вході в бухту Портсмут-Гарбор. У міру того, як кораблі зростали у розмірах та збільшувалася їх осадка, вхід у бухту Портсмут-Гарбор та вихід із неї ставав все більшою проблемою. Кораблям необхідно було заходити в бухту Портсмут-Гарбор на ремонт, наприклад, для того, щоб встановити нові щогли, чи стати в док для робіт з ремонту корпусу тощо. Однак, глибини на барі в горлі бухти становили лише 14 футів у відплив, плюс ще 12-15 футів під час припливу. Відповідно, лінійні кораблі, для того, щоб зменшити осадку, були змушені вивантажувати гармати на рейді, але і у такому разі, могли входили в гавань і виходити з неї тільки із припливом. Під час виходу процедура проходила у зворотному порядку. Перехід через бар був не завжди простим, тому що по обидві сторони бара траплялися водоверті, зумовлені перепадами глибин і припливними/відпливними течіями. Окрім цього, виводити кораблі із бухти на рейд було необхідно одразу по завершенні ремонту, тому що із зростанням чисельності флоту всередині бухти ставало все тісніше. Збільшення кількості кораблів у бухті обумовлювалося не тільки за рахунок тих суден, що заходили на ремонт та виходили з нього, а і за рахунок тих, які заходили для поповнення запасів.
Ще до початку Американської війни за незалежність у Портсмуті розташовувалися ще й причали «Комітету постачання флоту» (англ. Victualing Board), порохові склади і пристані «Комітету з озброєнь» (англ. Ordnance Board). Постачальницькі заклади — пекарня, скотобійня, м'ясні та інші склади — були розкидані по всьому місту. Наявність густої мережі джерел питної води дозволила Комітету побудувати на західному березі, навпроти верфі, броварню, включаючи «Великий бондарний цех».
На північ від причалів Комітету постачання флоту, також на західному березі, розмістився пороховий склад, що перебував у віданні Комітету з озброєнь. Цей склад, прозваний «Пріддіз Хард» (англ. Priddy's Hard), оточений неймовірної товщини кам'яними стінами, був закладений в 1773 році, і міг зберігати 4500 бочок пороху. Його доповнював збройовий причал, де, власне, зберігалися гармати. Розташовувався він біля входу в гавань, примикаючи до верфі з півдня.
Також з боку Госпорта, але фасадом на Спітхед, був побудований військово-морський шпиталь Хаслар, що підпорядковувався Комітету з питань хворих і поранених (англ. Sick and Hurt Board). Наказ на спорудження був виданий в 1745 році, як більш економна альтернатива розміщенню захворілих моряків в приватні будинки або громадські лікарні. Хаслар був закінчений в 1761 році і став на той момент найбільшим спеціалізованим медичним закладом. Спочатку проект був на 1 500 ліжок, в 1754 році його було розширено до 1 800, а реально в 1779 році шпиталь містив 2 100 хворих. Інспекція 1780-го констатувала, що в ньому діють 84 хірургічних та загально-медичних відділення, у тому числі, карантини для хворих на сухоти, хворих на звороби, які перебігали з гарячкою і натуральну віспу. Хаслар існував до 2009 і залишався головним медичним центром флоту.
Таким чином, на 1776 рік, в Портсмуті були зосереджені всі основні служби, необхідні флоту для функціонування. З 1793 по 1815 Портсмут був основною базою Королівського флоту, а Спітхед вихідною точкою для багатьох походів і конвоїв, що спрямовувалися Транспортним комітетом (англ. Transport Board) в усі кінці світу. Прикритий островом Уайт від південно-західних вітрів, Спідхед здавна був місцем збору експедицій. На цій ділянці протоки Солент, розмірами три на вісім миль, флот міг зосереджуватися, не побоюючись зіткнень. Головним шляхом виходу в Канал був східний, навколо мису Сент-Хеленс, але у випадку поспіху користувалися і західним, повз скель, які влучно прозвали Голками (англ. Needle). Однак, в 1790 роках, в період дальньої блокади, Портсмут виявився надто далеко на схід для «ідеальної» бази Флоту Каналу. Переважною стоянкою часто ставав Торбей.

### Вік пари

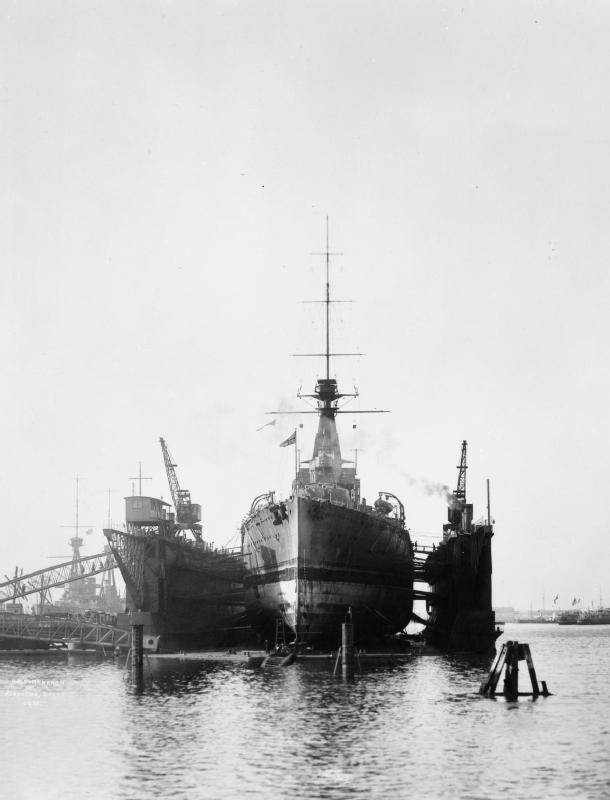
HMS Monarch в плавучому доці, Портсмут, 1912 р.

З появою парових кораблів верф перейшла на них. У Портсмуті базувався батарейний броненосець «Уорріор» (англ. HMS Warrior) (1860), перший в числі багатьох інших. Починаючи з 1845-го, стали доступними механічні земснаряди, які зняли проблему подолання кораблями бару. З тих пір глибини на фарватерах і біля причалів підтримувалися штучно. Замість Флоту Каналу в базі залишилася Атлантична ескадра, але звідси ж прямували кораблі в Середземне море. Для командування прилеглим військово-морським районом збереглася посада головнокомандувача в Портсмуті (англ. CinC Portsmouth).
У 1876 році в базі був створений мінно-торпедний відділ флоту, і на його основі з'явилася торпедна школа «HMS Vernon» для навчання офіцерів і нижніх чинів. У різні періоди школа включала берегові споруди та навчальні кораблі, як ходові, так і рейдові. У 1904 році навчальний корабель HMS Ariadne був переведений у Ширнесс і став основою окремої торпедної школи. У 1944 році відділ прийняв на себе обов'язки з підготовки водолазів від артилерійського управління флоту. У 1946 році частину обов'язків було передано недавно створеному електричному відділу. HMS Vernon існував до 1996 року, після чого був розформований, останні діючі підрозділи були розподілені по іншим установам флоту.
На рубежі XX століття Портсмутськима верф продовжувала будувати нові типи кораблів — броненосні крейсери, додредноутні лінкори, але їй склали конкуренцію інші верфі, особливо в Шотландії.
У 1904 році в Госпорті була створена база підводних човнів, згодом названа HMS Dolphin. Тут же містився тренувальний центр підводного плавання. Офіційно база закрилася в 1998 році, з виведенням зі складу флоту дизельних підводних човнів.

### Перша світова війна
З розвитком корабельної артилерії стало очевидно, що Портсмут занадто вразливий для артобстрілів, і головна база флоту перемістилася в Скапа-Флоу на Оркнейських островах, де і залишалася протягом всієї війни. Верф, однак, продовжувала будувати кораблі, найбільшим з яких став «Роял Соверін». Крім того, хоч і з запізненням, почалося будівництво нового класу суден — підводних човнів.
База служила для легких флотилій, які патрулювали Канал або поповнювали Дуврський барраж. Головний напрямок, однак, був осторонь від неї, в Північному морі. З 1914 року на «HMS Dolphin» був організований курс підготовки командирів-підводників «Перішер». У 1917 році захід Портсмута, біля Лі-он-Солент, була створена база гідроавіації, з 1939 року перетворена в авіастанцію флоту у складі ВМБ Портсмут. Під назвою «HMS Daedalus» вона проіснувала до 1996 року.
Після Першої світової війни верф зосередилася в основному на будівництві крейсерів. У ці роки були спущені на воду «Еффінгам», «Саффолк», «Лондон», «Дорсетшир», «Нептун», «Перт» і «Аврора».

### Друга світова війна

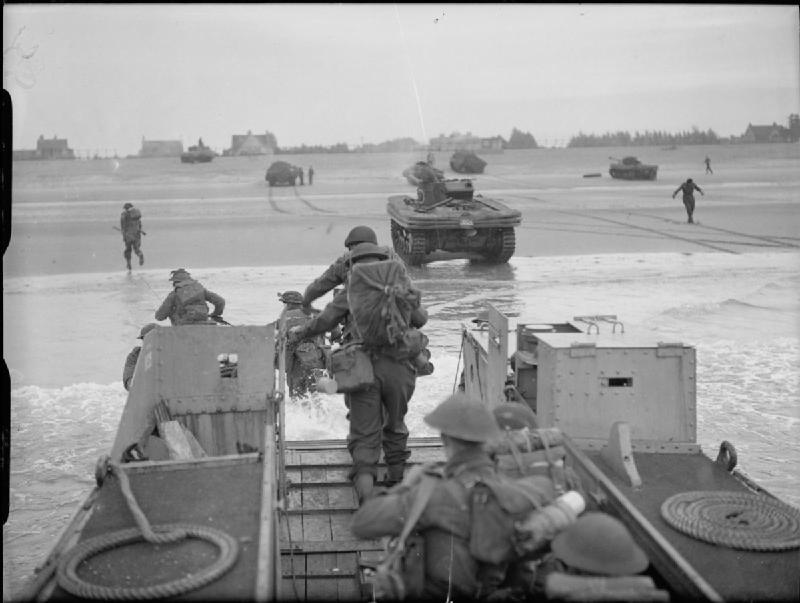
Тренування висадки в районі Портсмута та о. Уайт перед вторгненням в Нормандію

У 1939 році у Портсмуті була створена 16-а флотилія (Кептен Томас Едгар Холзен) у складі: «Відет», «Врен», «Волпол», «Ерроу», флагман лідер «Малькольм», яка пізніше поповнилася «Ентоні», «Гамблдон», «Ексмур», «Маккей», «Вітшед» і була переведена в Скапа-Флоу, а в 1944 році — в Харвіч.
У першій половині війни у Портсмуті базувалися флотилії ескадрених міноносців, що діяли в Каналі та на Західних підходах.
20-а флотилія (Кептен Дж Г. Бікфорд), переведена з Харвіча в 1940, флагман HMS Esk (H15), нараховувала 1-2 дивізіони до 8 кораблів. Обидва брали участь в операції «Динамо» та Атлантичних і Арктичних конвоях. Пізніше 20-а флотилія була переформована у флотилію швидкохідних мінних загороджувачів.
Через інтенсивні німецькі бомбардування усі кораблі флоту, що були більшими від есмінця, перебазувалися північніше — в Росайт, Глазго, Скапа-Флоу. Портсмут був серед баз, що забезпечили евакуацію Дюнкерка і спробу висадки в Дьєппі.
Пізніше, у процесі підготовки, та під час вторгнення в Нормандію, Портсмут став вихідним пунктом для англійських військ (зокрема, 3-ї піхотної дивізії), призначеним для висадки на ділянці «Суорд». Звідси ж, на стадії постачання плацдарму, вирушили в Нормандію штучні гавані «Mulberry».

### Повоєнний розвиток і скорочення
Після Другої світової війни Портсмут знову став головною базою флоту. З нових суден найбільшим тут став авіаносець «Арк Роял», до його перебазування в Девонпорт. Верф продовжувала будувати кораблі класу фрегат. Основним видом діяльності, однак, був ремонт і обслуговування існуючих суден.
У 1960-ті роки нове покоління фрегатів відзначилося спуском на воду HMS Plymouth типу 12I і HMS Sirius типу Leander.
У 1969 році командування в Портсмуті і Плімуті були об'єднані, відповідно пост головнокомандувача став називатися Головнокомандувач силами флоту в метрополії (англ. Commander-in-Chief, Naval Home Command, CINCNAVHOME) з базуванням у Портсмуті.
Початок Фолклендської війни у квітні 1982 року зажадав термінової підготовки бойових кораблів і переобладнання реквізованих цивільних суден. Працюючи цілодобово, фахівці верфі і BAE Systems в стислі терміни (від 2 до 7 діб) провели переобладнання суховантажних суден, контейнеровозів, транспортів і пасажирських лайнерів, а також підготували до дальнього походу авіаносці «Інвінсібл» і «Гермес», 5 есмінців тощо, в цілому 29 кораблів і суден тільки за перший тиждень конфлікту. Зокрема, Hermes був на другому тижні 6-тижневого планового ремонту, але база зуміла його терміново закінчити, провести швартові випробування, укомплектувати, забезпечити і підготувати корабель до виходу в проміжок з 2 по 5 квітня.
У 1991 році Порсмут був відправною точкою для з'єднання на чолі з легким авіаносцем «Арк Роял», відправленого Британією в Середземне море для підтримки Війни в затоці.
У 1993 році закрилася школа зв'язку, що існувала на базі з 1941 року як «HMS Mercury». У 1994 році в ході оптимізації структури Міністерства оборони командування Другого морського лорда і Головнокомандувача силами флоту в метрополії були злиті в одне.
У 2003 році «Арк Роял» і інші кораблі його з'єднання вийшли із Портсмута для Другої війни в затоці.
З 2005 року військове кораблебудування, ремонт і обслуговування все більше стали брати на себе приватні компанії. У 2008 році ці функції були повністю передані від ВМБ Портсмут до новоствореної шляхом злиття корпорації BAE Systems Maritime. Медичне, освітнє та адміністративне обслуговування військово-морського персоналу перейшло до організації Defence Equipment and Support в рамках МО.

## Корабельний склад
На 2012 рік у Портсмуті базувалися 2/3 корабельного складу Королівського флоту, включаючи його найбільші кораблі. Тут же заплановано базування споруджуваних авіаносців типу «Квін Елізабет».
Ескадрені міноносці типу 45, типу 42 і фрегат типу 23 в Портсмуті:
Легкі авіаносці типу «Інвінсібл»
- «Іластріес»

Ескадрені міноносці типу 45
- «Дерінг»
- «Донтлес»
- «Даймонд»
- «Дрегон»)
- «Дефендер»

Крім них, HMS Duncan (D37) проходить тут же ходові випробування
Ескадрені міноносці типу 42
- HMS Edinburgh (D97)

Фрегати типу 23
- HMS Kent (F78)
- HMS St Albans (F83)
- HMS Lancaster (F229)
- HMS Iron Duke (F234)
- HMS Westminster (F237)
- HMS Richmond (F239)

Тральщики-шукачі мін типу Унт
- HMS Ledbury (M30)
- HMS Cattistock (M31)
- HMS Brocklesby (M33)
- HMS Middleton (M34)
- HMS Chiddingfold (M37)
- HMS Atherstone (M38)
- HMS Hurworth (M39)
- HMS Quorn (M41) |

Десантні кораблі-доки Fearless і Intrepid, у відстої на бочках в Портсмут-Харбор
Океанські патрульні кораблі типу Рівер
- HMS Clyde (P257)
- HMS Tyne (P281)
- HMS Severn (P282)
- HMS Mersey (P283)

Антарктичні патрульні кораблі
- HMS Endurance (A171)
- HMS Protector (A173)

Патрульні катери типу Archer
- HMS Tracker (P274)
- HMS Blazer (P279)
- HMS Ranger (P293)